# David B.

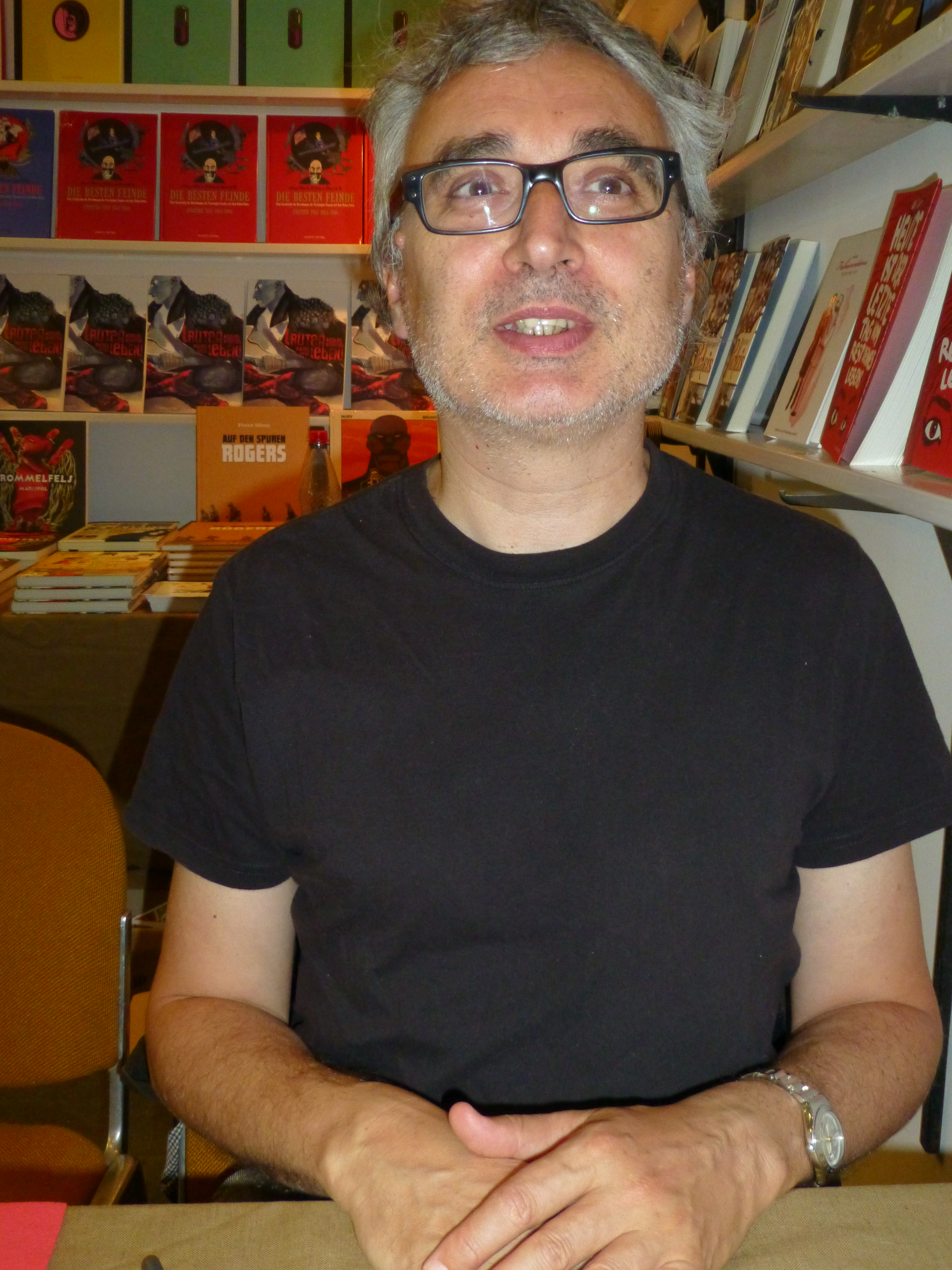
David B. auf dem Comic-Salon Erlangen 2014

David B., eigentlich: Pierre-François Beauchard, (* 9. Februar 1959 in Nîmes) ist ein französischer Comiczeichner.

## Leben
Nachdem er an der École supérieure des arts appliqués Duperré in Paris studiert hatte, begann er 1985 als Comiczeichner zu arbeiten. Sein Stil wurde vor allem von Georges Pichard und Jacques Tardi beeinflusst. Er wiederum wird als wichtigste stilistische Inspirationsquelle von Marjane Satrapi und Craig Thompson genannt.
Heute arbeitet er neben seiner Tätigkeit als Zeichner auch als Verleger bei L’Association. 2005 wurde er mit dem Ignatz Award ausgezeichnet.
Sein bekanntestes Werk ist die Reihe Die heilige Krankheit (L'Ascension du Haut-Mal), in der er seine eigene Jugend schildert, die von der Epilepsie-Erkrankung seines Bruders überschattet wird. Für den vierten Band dieser Serie wurde er 2000 mit dem Prix de l'école supérieure de l'image auf dem Festival International de la Bande Dessinée d’Angoulême ausgezeichnet. Mit dem 6. Band dieser Serie gewann er 2003 den Prix international de la Ville de Genève pour la bande dessinée.

## Werke
- Der Tengu, Ed. Moderne, Zürich 1999, ISBN 3-907055-30-6
- Der Hop-Frog Aufstand, Tilsner, Bad Tölz 2000, ISBN 3-933773-44-X
- Das bleiche Pferd, Reprodukt, Berlin 2001, ISBN 3-931377-39-3
- Babel, avant-verlag. Berlin 2005, Kollektion Ignatz, Band 1, ISBN 3-9809428-4-8
- Die heilige Krankheit, Edition Moderne, Zürich 2006, 2 Bände (Rezension)
- Auf dunklen Wegen, avant-verlag, Berlin 2012, ISBN 978-3-939080-41-1
- Die besten Feinde. Eine Geschichte der Beziehungen der Vereinigten Staaten mit dem Nahen Osten – Erster Teil 1783/1953, Avant, Barntrup 2012, ISBN 978-3-939080-63-3
- Kapitän Scharlach, avant-verlag, Berlin 2011, ISBN 978-3-939080-42-8
- Die falschen Gesichter, avant-verlag, Berlin 2012, ISBN 978-3-939080-66-4

## Auszeichnungen
- 2000: Prix du scénario (Festival d'Angoulême), Die heilige Krankheit, Band 6
- 2005: Ignatz Award, Die heilige Krankheit
- 2007: Prix Château de Cheverny de la bande dessinée historique, Par les chemins noirs
- 2007: Prix Sproing, L'Ascension du Haut Mal
- 2008: Max-und-Moritz-Preis, Die heilige Krankheit
- 2016: Prix Urhunden, L'Ascension du Haut Mal